# Pulpite
Pulpite é a inflamação da polpa dentária, um tecido conjuntivo especializado localizado no interior do órgão dentário e revestido de tecidos mineralizados (dentina e cemento). 

## Classificação
- Pulpites sintomáticas

Pulpite reversível - A dor é latejante e começa quando há um estímulo. Esta dor cessa após a retirada do estímulo.
Pulpite irreversível - A dor é intermitente e começa sem estímulo, aumentando à noite ao deitar-se. A dor não cessa com analgésico, sendo somente aliviada por este.
Pulpite em fase de transição - Está entre as fases reversível e irreversível, podendo ter características clínicas das duas situações.
- Pulpites assintomáticas

Pulpite ulcerativa - O tecido pulpar está em contato com a cavidade oral e forma-se uma úlcera.
Pulpite crônica hiperplásica - Ocorre em crianças e jovens com exposição pulpar extensa. Uma irritação mecânica e presença bacteriana geram a produção de um tecido de granulação que aflora a cavidade pulpar e geralmente são assintomática.